# 圍圈手淫

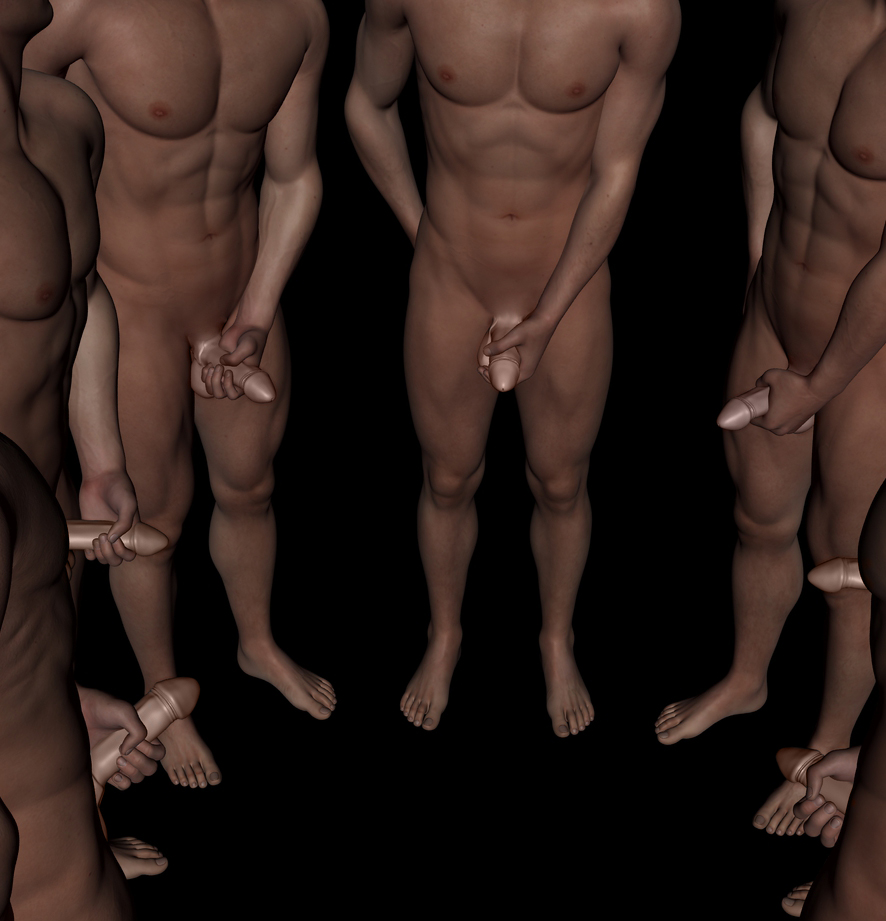
一些成年男性正在圍圈手淫

圍圈手淫（英語：circle jerk）是一種人類性行為，是指一夥男人圍成一圈一起手淫。圍圈手淫通常有競爭元素，根據規則，第一個射精的人就是勝者，而最後一個射精的人墊底。圍圈手淫可以作為與其他男性發生性關係的前戲，亦可以是在沒有辦法與別人性交時作為抒發性欲的性活動。